# Thecla gentiana
Thecla gentiana är en fjärilsart som beskrevs av Druce 1907. Thecla gentiana ingår i släktet Thecla och familjen juvelvingar. Inga underarter finns listade i Catalogue of Life.